# Bandbegrenzung

Bandbegrenzter Frequenzverlauf:
Signal in Basisbandlage
(untere Grenzfrequenz 0 Hz,
obere Grenzfrequenz B)

Eine Funktion (z. B. ein elektrisches Signal) ist bandbegrenzt, wenn sie keine Frequenzanteile oberhalb einer bestimmten Grenzfrequenz {\displaystyle f_{\text{max}}} enthält; die Bandbegrenzung setzt im Frequenzspektrum alle Frequenzen oberhalb dieser oberen Grenzfrequenz auf null. Sprechweise: Die Frequenzen des Signals sind "auf ein bestimmtes Frequenzband begrenzt".
In der Praxis erhält man ein bandbegrenztes Signal wie folgt:
- Bei Signalen im Basisband, in diesem Fall ist die untere Grenzfrequenz {\displaystyle f_{\mathrm {min} }=0\,{\text{Hz}},} erfolgt die Filterung durch einen Tiefpassfilter. Reelle Signale in Basisbandlage weisen immer negative Frequenzanteile auf, beispielhaft in nebenstehender Abbildung der Frequenzverlauf eines reellwertigen, mit der Grenzfrequenz B bandbegrenzten Signals.
- Bei Signalen in Bandpasslage, in diesem Fall ist die untere Grenzfrequenz {\displaystyle f_{\mathrm {min} }>0\,{\text{Hz}},} erfolgt die Bandbegrenzung durch einen Bandpassfilter. Signale in Bandpasslage entstehen beispielsweise durch Modulation eines Basisbandsignals; sie treten u. a. im Zwischenfrequenzkreis von Funkempfängern auf.